# NGC 1723
NGC 1723 je galaksija u zviježđu Eridanu.

## Vanjske poveznice
- SEDS: NGC 1723